# تانکان (پرو)
تانکان (به اسپانیایی: Tankan) یک کوه در پرو است که در Peru, Ancash Region واقع شده‌است. تانکان ۵٬۱۶۲ متر بالاتر از سطح دریا واقع شده‌است.